# سچینارو
سچینارو (به ایتالیایی: Secinaro) یک کومونه در ایتالیا است که در استان لاکویلا واقع شده‌است. سچینارو ۳۱٫۹۵ کیلومتر مربع مساحت و ۴۳۸ نفر جمعیت دارد و ۸۵۹ متر بالاتر از سطح دریا واقع شده‌است.